# 波南·班代
波南·班代（英語：Poonam Pandey，1991年3月11日—），印度女演员和模特儿，以在寶萊塢和泰盧固電影中的演出作品及時常在YouTube上發表的性感影片而聞名。她的職業生涯始於魅力模特儿，並於2010年參加Gladrags模特兒比賽而成為晉級前九名參賽者之一，並出現在時尚雜誌的封面上。
2024年2月1日，他的經紀人在她的Instagram官方帳號上發布消息稱，班代於2024年2月1日因子宮頸癌去世。然而隔天宣布班代並沒有過世，稱此舉乃宣傳噱頭，旨在提高人們對這種疾病的認識，但仍遭廣泛的批評。

## 外部連結
- 波南·班代的Instagram帳戶
- 波南·班代在互联网电影资料库（IMDb）上的資料（英文）